# Carl Wilhelm Carstens
Carl Wilhelm Carstens, född 1887, död 1950, var en norsk mineralog och geolog.
Carstens var docent i kristallografi och mineralogi vid tekniska högskolan i Trondheim. Han offentliggjorde flera arbeten i mineralogi och petrografi och rörande de kristallina bergarternas geologi i fjällkedjan.